# Башту (Кабесейраш-де-Башту)
Башту (порт. Basto; МФА: [ˈbaʃ.tu]) — парафія в Португалії, у муніципалітеті Кабесейраш-де-Башту. Розташована в північно-західній частині країни, на теренах історичної португальської провінції Дору-Міню. Входить до складу округу Брага. За адміністративним поділом, чинним до 1976 року, терени парафії були складовою провінції Міню. Належить до Бразької архідіоцезії Католицької церкви. Патрон — свята Сеньйоріна. Площа — 5,5761 км². Населення — 938 ос. (2011). Слабо урбанізований регіон. Густота населення — 168,22 осіб/км²
. Код — 030404.

## Населення
| Кількість мешканців | Кількість мешканців | Кількість мешканців | Кількість мешканців | Кількість мешканців | Кількість мешканців | Кількість мешканців | Кількість мешканців | Кількість мешканців | Кількість мешканців | Кількість мешканців | Кількість мешканців | Кількість мешканців | Кількість мешканців | Кількість мешканців |
| ------------------- | ------------------- | ------------------- | ------------------- | ------------------- | ------------------- | ------------------- | ------------------- | ------------------- | ------------------- | ------------------- | ------------------- | ------------------- | ------------------- | ------------------- |
| 1864                | 1878                | 1890                | 1900                | 1911                | 1920                | 1930                | 1940                | 1950                | 1960                | 1970                | 1981                | 1991                | 2001                | 2011                |
| 722                 | 747                 | 726                 | 744                 | 763                 | 713                 | 742                 | 815                 | 842                 | 758                 | 841                 | 866                 | 700                 | 829                 | 938                 |